# スタイン・スハールス
ステファヌス・ヨハネス・"スタイン"・スハールス（Stefanus Johannes "Stijn" Schaars, 1984年1月11日 - ）は、オランダ・ヘルダーラント州ヘント出身のプロサッカー選手。元オランダ代表。ポジションはミッドフィールダー。

## クラブ経歴

### フィテッセ
同胞のテオ・ボス監督に見出され、フィテッセの下部組織であるU-13チームに入団。下部組織の各世代別を経て、2002-03シーズン終盤にトップチームへと昇格し、2003年3月9日のFCユトレヒト戦（アウェイ1-4敗北）で初出場を飾った。2季目はシーズン途中にテオ・ヤンセンが移籍したこともあり出場機会を増やし21試合に出場。2004-05シーズンは21試合4得点を挙げ、シーズンを7位で終了することに貢献した。

### AZ
2005年夏に同リーグのAZアルクマールと契約。AZでの1季目である2005-06シーズンは、序盤戦に深刻な腰の負傷により数ヶ月離脱しており、2006年2月のユトレヒト戦（アウェイ2-3敗北）で復帰した。しかし、翌2006-07シーズンはクラブが優勝目前に迫る一方で度重なる負傷から多くの試合を逃し、2007-08シーズンには公式戦全試合で欠場している。また、2008年3月にチームの不振からルイ・ファン・ハール監督が辞任を表明した際、スハールスはケウ・ヤリエンスやダヴィド・メンデスと共に「僕たちは監督の下でサッカーをやりたい」と語ってファン・ハールを引き止めている。2008-09シーズンは怪我に悩まされた昨季が嘘のように完全復活を果たしたスハールスは、ダビド・メンデス、デミー・デ・ゼーウ、マールテン・マルテンスと共に中盤で重要な役割を務め、クラブ史上2度目となるリーグ優勝に導いた。同シーズンでの活躍にファン・ハール監督はスハールスを「シーズン最高の補強」と称している。
2009-10シーズン開始時にヨハン・クライフ・スハールでSCヘーレンフェーンを破り優勝。また、同シーズンから2011-12シーズン終了後に退団するまでの間に主将を務めた。AZ在籍中はオランダのメディアから同じく中盤でプレイするイングランド代表MFのスティーヴン・ジェラードと視野性や技術力を比較された。

### スポルティングCP
2011年6月16日に移籍金85万ユーロでポルトガル1部のスポルティングCPと3年契約を締結。スハールスは、アルベルト・ロドリゲスを始めアンドレ・カリージョ、エリアス、ファビアン・リナウド、オグチ・オニェウ、そして同胞のリッキー・ファン・ウォルフスウィンケルのようにドミンゴス・パシエンシア監督の下でルイス・ゴディーニョ・ロペス社長によって買われた数多くの外国人選手の1人となった。
パシエンシア監督及びリカルド・サ・ピント監督の下で中心選手として起用され、リオ・アヴェFC戦（アウェイ3-2勝利）で移籍後初得点、次のヴィトーリア・セトゥーバル戦（ホーム3-0勝利）で本拠地初得点を挙げた。移籍してから最初の数ヶ月間に安定したパフォーマンスを披露していたことで、FCバルセロナやオリンピック・マルセイユを含む欧州の強豪から関心を集めた。同2011-12シーズンの国内リーグ戦は、ライバルのFCポルトとSLベンフィカ、そしてSCブラガに次ぐ4位と失望で終了したが、カップ戦での躍進にスハールスは重要な役割を果たした。UEFAヨーロッパリーグ 2011-12ではアスレティック・ビルバオに敗れる（2試合合計3-4敗北）まで準決勝に進出し、タッサ・デ・ポルトガルではアカデミカ・コインブラに敗れたものの決勝戦進出に貢献した。同2011-12シーズン終了後に同胞のマルティン・ヨル監督率いるイングランド1部のフラムFCへ移籍する噂が浮上した。
最終的に残留し2012-13シーズンを迎えたが、負傷により手術することになり、公式戦数試合の欠場が決定。2012年10月4日にUEFAヨーロッパリーグ 2012-13のヴィデオトンFC戦で復帰を果たした。

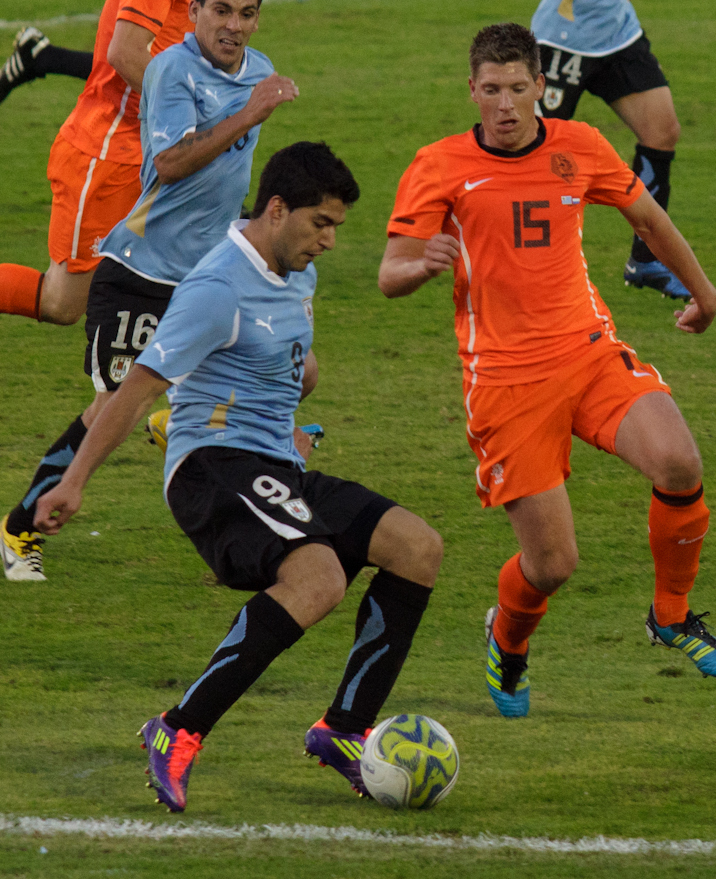
スハールスとルイス・スアレス

### PSV
2013年7月13日に同僚のサンティアゴ・アリアスと共にPSVアイントホーフェンと契約。移籍金は2人同額の移籍金160万ユーロとみられている。

### ヘーレンフェーン
2016年6月、SCヘーレンフェーンに移籍した。

## 代表経歴
U-21代表として2006年初旬のUEFA U-21欧州選手権2006に主将として出場し、チームを優勝に導く。同年8月16日のアイルランド戦でA代表初出場を飾った。
足首の負傷により2006-07シーズンの大半を欠場をし、2007-08シーズンに至っては全試合に欠場していたことから、代表から遠ざかりUEFA EURO 2008の一員に選出されなかった。その後、2009年に約3季ぶりに出場を果たすと、2010 FIFAワールドカップの暫定メンバーに選出され、2010年5月27日にベルト・ファン・マルワイク監督の下で23人の最終メンバーに選出された。ワールドカップ終了後も定期的に招集されていくと、UEFA EURO 2012のメンバーにも選出された。しかし、本大会での出番は訪れず、チームはグループリーグでデンマーク、ポルトガル、ドイツ相手に3連敗を喫し最下位で敗退した。

## 代表歴

### 出場大会
- オランダ代表
  - 2010 FIFAワールドカップ

### 試合数
- 国際Aマッチ 24試合 0得点（2006年-2016年）[17]

| オランダ代表 | 国際Aマッチ | 国際Aマッチ |
| 年           | 出場        | 得点        |
| ------------ | ----------- | ----------- |
| 2006         | 6           | 0           |
| 2007         | 0           | 0           |
| 2008         | 0           | 0           |
| 2009         | 5           | 0           |
| 2010         | 2           | 0           |
| 2011         | 2           | 0           |
| 2012         | 4           | 0           |
| 2013         | 3           | 0           |
| 2014         | 1           | 0           |
| 2015         | 0           | 0           |
| 2016         | 1           | 0           |
| 通算         | 24          | 0           |

## タイトル

### クラブ
AZアルクマール
- エールディヴィジ 2008-09
- ヨハン・クライフ・スハール : 2009

PSVアイントホーフェン
- エールディヴィジ 2014-15, 2015-16
- ヨハン・クライフ・スハール 2015

### 代表
U-21オランダ代表
- U-21欧州選手権 2006